# Piet Ikelaar
Piet Ikelaar (n. 2 ianuarie 1896, Amsterdam, Țările de Jos – d. 25 noiembrie 1992, Amsterdam, Țările de Jos) a fost un ciclist olandez, medaliat olimpic. A participat la o ediție a Jocurilor Olimpice (1920) în care a câștigat două medalii de bronz.